# Microchip Technology
Microchip Technology Inc. – amerykańskie przedsiębiorstwo zajmujące się produkcją układów scalonych, od układów analogowych jak wzmacniacze operacyjne poprzez elementy optoelektroniczne, radiowe, pamięci EEPROM. 
Firma produkuje serie mikrokontrolerów:
- PIC
- dsPIC
- AVR (po przejęciu firmy Atmel)